# Я маю до тебе кілька запитань
«Я маю до тебе кілька запитань» (англ. I Have Some Questions for You) — художній детективний роман американської письменниці Ребекки Маккай 2023 року, що вийшов у видавництві Viking Press. Після виходу роман отримав загальне визнання критиків і шість тижнів був у списку бестселерів New York Times.
Він був популярний серед широкої публіки та посів дев’яте місце в категорії «Детективи та трилери» Goodreads Choice Award. Аудіокнига здобула першу премію Libby Book Award, а також увійшла до довгого списку престижних премій, як-от Літературної премії Аспен Вордс і Премії Керол Шилдс за художню літературу.

## Сюжет
Боді Кейн, професорка кіно і подкастерка, змушена зіткнутися з серією жорстоких подій зі свого минулого, коли її запросили викладати в школі-інтернаті Нью-Гемпшира, яку вона закінчила.

## Історія видання
Роман «Я маю до тебе кілька запитань» вийшов 21 лютого 2023 року у видавництві Viking Press.

## Прийняття

### Огляди
Роман «Я маю до тебе кілька запитань» після виходу схвалили критики. За даними Book Marks, онлайн-агрегатора, де провідні критики оцінюють книжки, роман дістав 14 схвальних рецензій і шість позитивних і не було жодної нейтральної чи негативної.
Associated Press високо оцінило сюжет роману, але розкритикувало персонажів та їх розвиток. Star Tribune і The Wall Street Journal опублікували позитивні рецензії, причому перша хвалила «нюанси» роману, а друга позитивно описувала «виразні образи» творів Маккай. Рон Чарльз, який писав для The Washington Post, схарактеризував роман як такий, що стоїть окремо від інших «дошкільних романів» тим, що більша частина драми роману відбувається у світі за межами школи. Позитивні відгуки також вийшли в The New York Times, The New Yorker, The Boston Globe, The Atlantic і NPR.
Publishers Weekly високо оцінив книжку, зробивши позитивне порівняння з попереднім романом Маккаї «Великі віряни» (2019), написавши, що «вона точно стане хітом». Kirkus Reviews, попри те, що в цілому огляд позитивний, негативно порівнюють книгу з романом «Великі віряни», відзначаючи, що «ця книжка не має такого глибокого впливу, як її попередниця». Booklist і Bookpage опублікували огляди із зірочками, відзначаючи прозу роману, образ Боді та, на їхню думку, тонке послання щодо расизму та мізогінії.

### Нагороди
| рік      | Нагорода                                 | Категорія          | Результат       | посилання |
| -------- | ---------------------------------------- | ------------------ | --------------- | --------- |
| 2023 рік | Goodreads Choice Awards                  | Детектив та трилер | Nominated – 9th | [ 16 ]    |
| 2023 рік | Премія книготорговців Гартленда          | Художня література | У шорт-листі    | [ 17 ]    |
| 2023 рік | Книжкова премія Ліббі                    | Аудіокнига         | Перемога        | [ 18 ]    |
| 2024 рік | Літературна премія «Аспен Вордс»         | —                  | Довгий список   | [ 19 ]    |
| 2024 рік | Премія Керол Шилдс за художню літературу | —                  | Довгий список   | [ 20 ]    |

## Переклад українською
2024 року у видавництві «Artbooks» вийшов український переклад роману. Перекладачка — Олександра Сауляк.